# Avro Type G
Bei der Avro Type G handelt es sich um ein zweisitziges Doppeldecker-Flugzeug des britischen Herstellers Avro.

## Allgemeines
Um an einem Wettbewerb für Militärflugzeuge im August 1912 teilzunehmen, wurde bei Avro eine Maschine mit geschlossener Kabine konstruiert. Dabei flossen die Erfahrungen ein, die man kurz zuvor mit der Type F gemacht hatte.
Daher war der Rumpf dem der Type F sehr ähnlich, jedoch entschloss man sich, diesmal statt eines Eindeckers einen Doppeldecker zu bauen, damit war die Type G genannte Maschine der erste geschlossene Doppeldecker der Welt. Im Gegensatz zum Sternmotor der Type F wurde bei der Maschine ein im Rumpf eingebauter schmaler Reihenmotor verwendet. Die Kühlung des Triebwerks erfolgte durch zwei außen angebrachte Radiatoren.
Tragflächen, Heckpartie und Fahrwerk waren identisch mit den bereits bei der Avro 500 verwendeten Teilen. Das stahlverkleidete Seitenruder war so ausgeführt, dass es gleichzeitig als Heckkufe wirkte.
Avro beabsichtigte ursprünglich, mit zwei Flugzeugen an dem Wettbewerb teilzunehmen. So wurde die Startnummer 6 mit einem Green-Reihenmotor ausgerüstet, die Startnummer 7 sollte mit einem A.B.C.-Motor ausgestattet werden.
Da der A.B.C.-Motor jedoch nicht rechtzeitig fertiggestellt war, stattete man die Startnummer 7 ebenfalls mit dem Green-Motor aus. Als Pilot war Wilfried Parke vorgesehen, der schon die Type F geflogen hatte.
Die Maschine wurde erst unmittelbar vor dem Wettbewerb fertig, und es verblieb keinerlei Zeit für einen Testflug. So wurde das Flugzeug in einer Kiste zum Veranstaltungsort Larkhill gebracht und dort am 7. August 1912 von Parke erstmals geflogen.
Geplant war ein dreistündiger Zuverlässigkeitsflug, aufgrund starken Winds brach Parke aber nach 30 Minuten ab. Wegen eines unvorhergesehenen Abwindes beim Landeanflug überschlug sich die Maschine und wurde stark beschädigt.
Innerhalb einer Woche wurde sie mit Teilen der anderen Type G instand gesetzt und zurück zum Veranstaltungsort gebracht – kurz darauf stellte Parke die guten Eigenschaften der Maschine bei Flügen in Starkregen und heftigem Wind unter Beweis.
Avro erhielt für die Type G in Larkhill einen Preis, da die Maschine alle erforderlichen Testflüge bestanden hatte. Besonders eindrucksvoll war die erzielte Zeit beim Zusammenbau der Maschine. In 14,5 Minuten war das Flugzeug komplett; im Gegensatz dazu benötigte die Mannschaft von Farman fast 9,5 Stunden, um ihren Doppeldecker zu montieren.
Für den ausgelobten Sonderpreis bei dem Vergleichswettbewerb in Larkhill reichte es für die Type G jedoch aufgrund ihrer schlechten Steigleistung nicht.
Am 22. Oktober 1912 trat Werkspilot F.P. Raynham beim „British Empire Michelin“-Zuverlässigkeitsrennen an, musste den Flug aber nach 3,5 Stunden wegen einer gebrochenen Kühlwasserleitung abbrechen.
Zwei Tage später setzte Raynham eine neue Rekordmarke im Dauerflug für britische Flugzeuge mit 7 Stunden und 31 Minuten, bevor er wegen Ölmangels landen musste. Jedoch bestand dieser Rekord nur etwa eine Stunde, denn Harry Hawker, der mit einer Sopwith-Wright gleichzeitig gestartet war, blieb 8 Stunden und 23 Minuten in der Luft.
Nach dieser Veranstaltung wurde die einzige jemals flugfähige Type G zum Heimatflugplatz von Avro nach Shoreham geflogen; zuletzt wurde sie dort im Februar 1913 im Hangar gesichtet.

## Technische Daten
| Avro Type G           |                                               |
| Kenngröße             | Daten                                         |
| Länge                 | 8,68 m                                        |
| Höhe                  | 2,97 m                                        |
| Flügelspannweite      | 10,74 m                                       |
| Tragflügelfläche      | 31,13 m²                                      |
| Antrieb               | ein Green-Reihenmotor mit 44,74 kW (60,83 PS) |
| Höchstgeschwindigkeit | ca. 100 km/h                                  |
| Steigrate             | ca. 32 m/min                                  |
| Reichweite            | ca. 555 km                                    |
| Besatzung             | 1 Pilot, 1 Passagier                          |
| Leergewicht           | ca. 540 kg                                    |
| max. Startmasse       | ca. 813 kg                                    |